# Spartacus (genus)
Spartacus is een geslacht van wantsen uit de familie van de Miridae (Blindwantsen). Het geslacht werd voor het eerst wetenschappelijk beschreven door William Lucas Distant in 1884.

## Soorten
Het genus bevat de volgende soorten:

- Spartacus albatus Distant, 1884
- Spartacus bifasciatus Carvalho, 1989
- Spartacus bolivianus Carvalho & Gomes, 1971
- Spartacus discovittatus Carvalho, 1945
- Spartacus entrerianus Carvalho & Carpintero, 1986
- Spartacus itatiaiensis Carvalho, 1980
- Spartacus minensis Carvalho, 1985
- Spartacus panamensis Carvalho, 1985
- Spartacus tenuis Carvalho, 1945
- Spartacus venezuelanus Carvalho, 1989